# لیندا بارون
لیندا بارون (انگلیسی: Lynda Baron" ‏ ۲۴ مارس ۱۹۳۹ – ۵ مارس ۲۰۲۲) بازیگر و خواننده اهل بریتانیا بود. وی بین سال‌های ۱۹۵۸ تا ۲۰۲۲ میلادی فعالیت می‌کرد.
از فیلم‌ها یا برنامه‌های تلویزیونی که وی در آن نقش داشته‌است می‌توان به قایم‌موشک، سرباز جهانی، تیفانی جونز، ینتل، خبر داغ، ماری و گل جادوگر، دکتر هو، در انتهای دوران میانسالی، خیابان کورونیشن، رم، رنگ من کوبریک، حادثه، ایست‌اندرز، مارپل آگاتا کریستی، پزشک‌ها، پدر براون و غریبه‌ای بلندقد و سیاهپوش را ملاقات خواهی کرد اشاره کرد.